# حشرات مائية

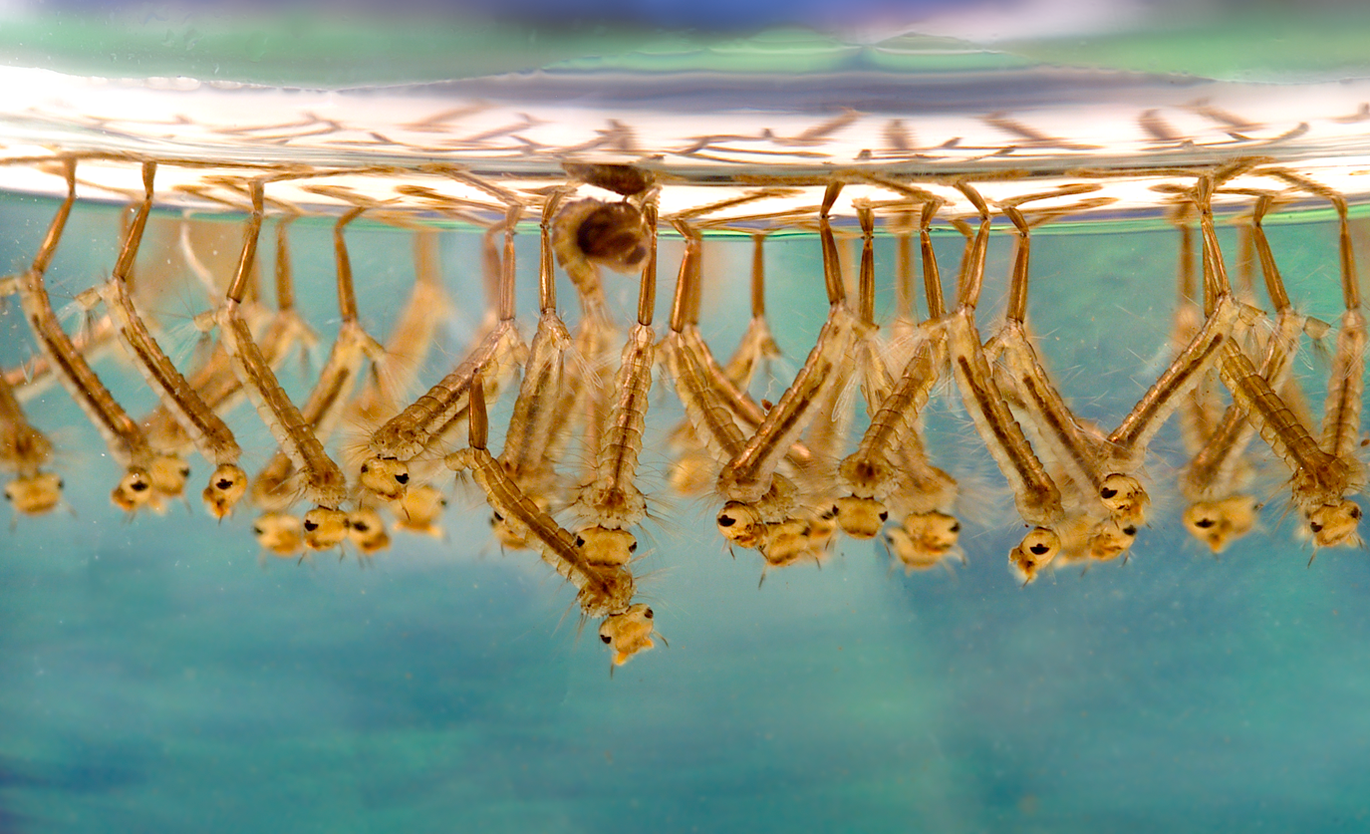

تعيش الحشرات المائية أجزاءً من دورة حياتها في الماء. وتتغذى تلك الحشرات بنفس الطريقة مثلها مثل باقي الحشرات. ويمكن لبعض الحشرات القادرة على الغوص مثل الخنافس القادرة على الغوص المفترسة صيد الغذاء تحت الماء؛ حيث لا يمكن للحشرات التي تعيش على اليابسة منافستها.

## التنفس
تتمثل إحدى المشاكل التي يلزم الحشرات المائية التغلب عليها في كيفية حصولها على الأكسجين أثناء تواجدها تحت الماء. فمصدر الأكسجين ضروري لحياة كافة الأحياء على سطح الأرض. تقوم الحشرات بإدخال الهواء في أجسادها من خلال فوهات تنفسية، وهي فتحات تتواجد على جانبي منطقة البطن. وتكون تلك الفتحات التنفسية متصلة بأنابيب القصبة الهوائية؛ حيث يتم بها امتصاص الأكسجين. ولقد أصبحت كافة الحشرات المائية متكيفة مع بيئاتها بفضل تلك الهياكل الخاصة.
آليات التكيف في البيئة المائية
1. الانتشار البسيط عبر غشاء رقيق نسبيًا
2. التنفس من الدرقة البطنية أو الخيشوم الطبيعي
3. استخلاص الأكسجين من الماء باستخدام الدرقة البطنية أو الخيشوم الطبيعي
4. تخزين الأكسجين في جزيئات خضاب الدم الموجودة بالدملمف
5. استنشاق الأكسجين من السطح من خلال أنابيب التنفس (السايفونات)

تشتمل بعض الحشرات على شعيرات كثيفة تتواجد حول الفتحات التنفسية تسمح للهواء بأن يبقى قريبًا من الجسم، وتُبقي الماء بعيدًا عنه، حتى أنها يمكنها أن تحمل فقاعات من الهواء المتواجد عند السطح وتحملها لأسفل. كذلك، يتميز البعض الآخر بوجود درقة بطنية قد تتمثل في مجموعة متنوعة من الشعيرات والقشور والتموجات تبرز من البشرة، حيث يمكنها حمل طبقة رقيقة من الهواء على طول السطح الخارجي للجسم. وتفتح القصبة الهوائية عبر الفتحات التنفسية لتدخل طبقة الهواء الرقيقة هذه، مما يسمح بوصول الأكسجين. وما تزال يرقات وحوريات ذبابات مايو واليعاسيب والذبابات الحجرية تحتفظ بأنابيب الهواء التي سيحتاجونها في مرحلة البلوغ، ولكن في مرحلة اليرقات تكون مزودة بالخياشيم التي يمكن من خلالها امتصاص الأكسجين الذائب في الماء.
ومن الآليات التي تستخدمها الحشرات المائية وجود واحدة أو أكثر من الجيوب الهوائية التي يُطلق عليه الخياشيم الطبيعية أو في بعض الأحيان يطلق عليها «خياشيم الغازات». فعندما تغوص الحشرات في الماء، فإنها تحمل طبقة من الهواء فوق أجزاء موجودة على سطح جسمها، ثم تمتص الحشرات الأكسجين الموجود بطبقة الهواء نظرًا لتواجدها فوق سطح الجسم مباشرةً. وتكفل خاصية الانتشار من المياه المحيطة إمكانية تجدد الأكسجين الموجود بالجيوب الهوائية. كذلك، يذوب جزء كبير من النيتروجين الموجود بالهواء ببطء في الماء ويحافظ على كمية الغازات الموجودة بالخياشيم مما يساعد على انتشار الأكسجين. فتحتاج الحشرات إلى تجديد إمداداتها من الهواء بصورة دورية، وليس تجديد الأكسجين فحسب.
تستطيع الحشرات المائية البقاء تحت الماء لفترات طويلة نظرًا لتركيز خضاب الدم العالي في الدملمف والذي ينتشر بحرية داخل أجسامها. ويرتبط خضاب الدم بقوة بجزيئات الأكسجين.

## رُتب الأنواع المائية أو شبه المائية
- القافزات بالذنب - القوافز (لا تعتبر حشرات من الناحية التقنية، لكنها كائنات ذات علاقة بها)
- ذبابة مايو - ذبابات مايو
- اليعسوبيات - اليعاسيب وحشرات الرعاش الصغيرة
- مطبقات الأجنحة - ذبابات الحجر
- نصفيات الجناح - حشرات البق الحقيقي
- كبيرات الأجنحة - ذبابات الألدر والحشرات السمكية وذبابات دبسون
- عصبيات الأجنحة - شبكيات الأجنحة
- مغمدات الأجنحة - تعتبر الخنافس من جنس هيليكوس الحشرات الوحيدة المعروفة بوضع يرقاتها على اليابسة في حين يعيش البالغ منها في الماء.
- غشائيات الأجنحة - النمل (على سبيل المثال بولارشيس سوكولوفا) والدبابير
- ذوات الجناحين - الذباب
- طويلات الأجنحة - ذبابات العقرب
- قشريات الجناح - العثة
- مشعرات الأجنحة - ذبابات القمص

## وصلات خارجية
- Insect stages - "Some larvae, nymphs and adult insects that live in freshwater." A UK-based web site with microscopic photos of various insects and other microorganisms as well as biological information.
- Aquatic Insects article by Jeff Shearer